# 河畔镇 (会宁县)
河畔镇，是中华人民共和国甘肃省白银市会宁县下辖的一个乡镇级行政单位。

## 行政区划
河畔镇下辖以下地区：
古镇社区、河畔村、中滩村、冯家堡村、两迎水村、车家川村、李家塬村、任王家村和半岔村。